# Подшипник (футбольный клуб)
«Подшипник» — советский и российский футбольный клуб из Москвы. Основан не позднее 1968 года.

## Достижения
- Во Второй лиге СССР — 13-е место (в зональном турнире РСФСР класса «Б» 1969 год).

## Результаты выступлений
| Сезон     | Турнир                                                             | Достижение |
| --------- | ------------------------------------------------------------------ | ---------- |
| 1968      | Чемпионат Москвы, 2 группа                                         | ?-е место  |
| 1969      | Чемпионат СССР 1969, класс «Б», 7 зона РСФСР                       | 13-е место |
| 1969      | Чемпионат Москвы, 1 группа                                         | 13-е место |
| 1972      | Чемпионат Москвы, 1 группа                                         | ?-е место  |
| 1974—1978 | Чемпионат Москвы, 2 группа                                         | ?-е место  |
| 1979—1986 | Чемпионат Москвы, 1 группа                                         | ?-е место  |
| 1987      | Чемпионат Москвы, 1 группа                                         | 1-е место  |
| 1988      | Чемпионат Москвы, 1 группа                                         | 2-е место  |
| 1989      | Чемпионат Москвы, 1 группа                                         | 3-е место  |
| 1996      | Чемпионат России среди любителей, зона «Центр», Москва             | 2-е место  |
| 1996      | Кубок России среди любителей, зона «Центр»                         | 1/4        |
| 1997      | Чемпионат России среди любителей, зона «Центр», Москва             | 6-е место  |
| 1998      | Чемпионат России среди любителей, зона «Центр», Москва, 2-я группа | 5-е место  |